# Sarcochilus falcatus
Sarcochilus falcatus är en orkidéart som beskrevs av Robert Brown. Sarcochilus falcatus ingår i släktet Sarcochilus och familjen orkidéer. Inga underarter finns listade i Catalogue of Life.